# Maximilian von Schreibershofen
Maximilian Justus Günther Schreiber, von 1786 bis 1812 Schreiber von Schreibershofen, ab 1812 von Schreibershofen (* 7. August 1785 in Neustadt an der Orla; † 24. Dezember 1881 in Dresden) war ein sächsischer General der Infanterie, Generaladjutant König Friedrich August II. und Mitglied der deutschen Bundesmilitärkommission.

## Leben
Maximilian von Schreibershofen entstammte der Neustädter Familie Schreiber. Sein Vater Johann Friedrich Schreiber heiratete 1782 Friederike Wilhelmine von Stein aus Neunhofen, eine Hofdame der Prinzessin Güntherine von Schwarzburg-Sondershausen, die im Neustädter Schloss lebte. Als Rittmeister wurde Johann Friedrich Schreiber mit dem Schwarzburg-Rudolstädter Adelsbrief vom 31. Januar 1786 geadelt und trug von diesem Zeitpunkt an den Namen Schreiber von Schreibershofen, ab 1812 nur noch von Schreibershofen.
Schreibershofen wurde seit dem 1. Juni 1797 im Dresdner Kadettenkorps erzogen und am 1. Februar 1803 zum Fähnrich in einem Infanterieregiment ernannt. 1806 kämpfte er als Sekondeleutnant im Dienst der preußisch-sächsischen Armee in der Schlacht bei Jena und Auerstedt gegen die Truppen Napoleons. Im Jahr 1810 wurde Schreibershofen zum Hauptmann im Generalstab ernannt und 1812 als Adjutant des Generals Karl von Watzdorf in das Hauptquartier des Kaisers Napoleon geschickt. Am 5. Dezember 1812 wurde er zum Major befördert und wirkte als Generaladjutant des Königs Friedrich August II. Er nahm im Jahr 1813 an der Völkerschlacht bei Leipzig teil. 1815 zog er als Adjutant des englischen Generals Wellington bei Waterloo zum dritten Mal gegen Napoleon in den Krieg. Anschließend war er für kurze Zeit sächsischer Militärbevollmächtigter beim Bundestag des Deutschen Bundes in Frankfurt am Main und führte von 1829 bis 1850 das Kommando des Sächsischen Kadettenkorps. In den Ruhestand verabschiedet wurde er am 2. Dezember 1850.
Aufgrund seiner Verdienste wurde er zu einem Ehrenbürger der Stadt Neustadt an der Orla ernannt.